# SEAT Open 2002
SEAT Open 2002 — жіночий тенісний турнір, що проходив на закритих кортах з твердим покриттям у Люксембургу (Люксембург). Належав до турнірів 3-ї категорії в рамках Туру WTA 2002. Відбувсь удванадцяте і тривав з 21 до 27 жовтня 2002 року. Перша сіяна Кім Клейстерс здобула титул в одиночному розряді, свій другий підряд і третій загалом на цьому турнірі, й отримала 35 тис. доларів США.

## Фінальна частина

### Одиночний розряд
Кім Клейстерс —  Магдалена Малеєва, 6–1, 6–2
- Для Клейстерс це був 3-й титул в одиночному розряді за сезон і 9-й — за кар'єру.

### Парний розряд
Кім Клейстерс /  Жанетта Гусарова —  Квета Пешке /  Барбара Ріттнер, 4–6, 6–3, 7–5